# Krona (växter)

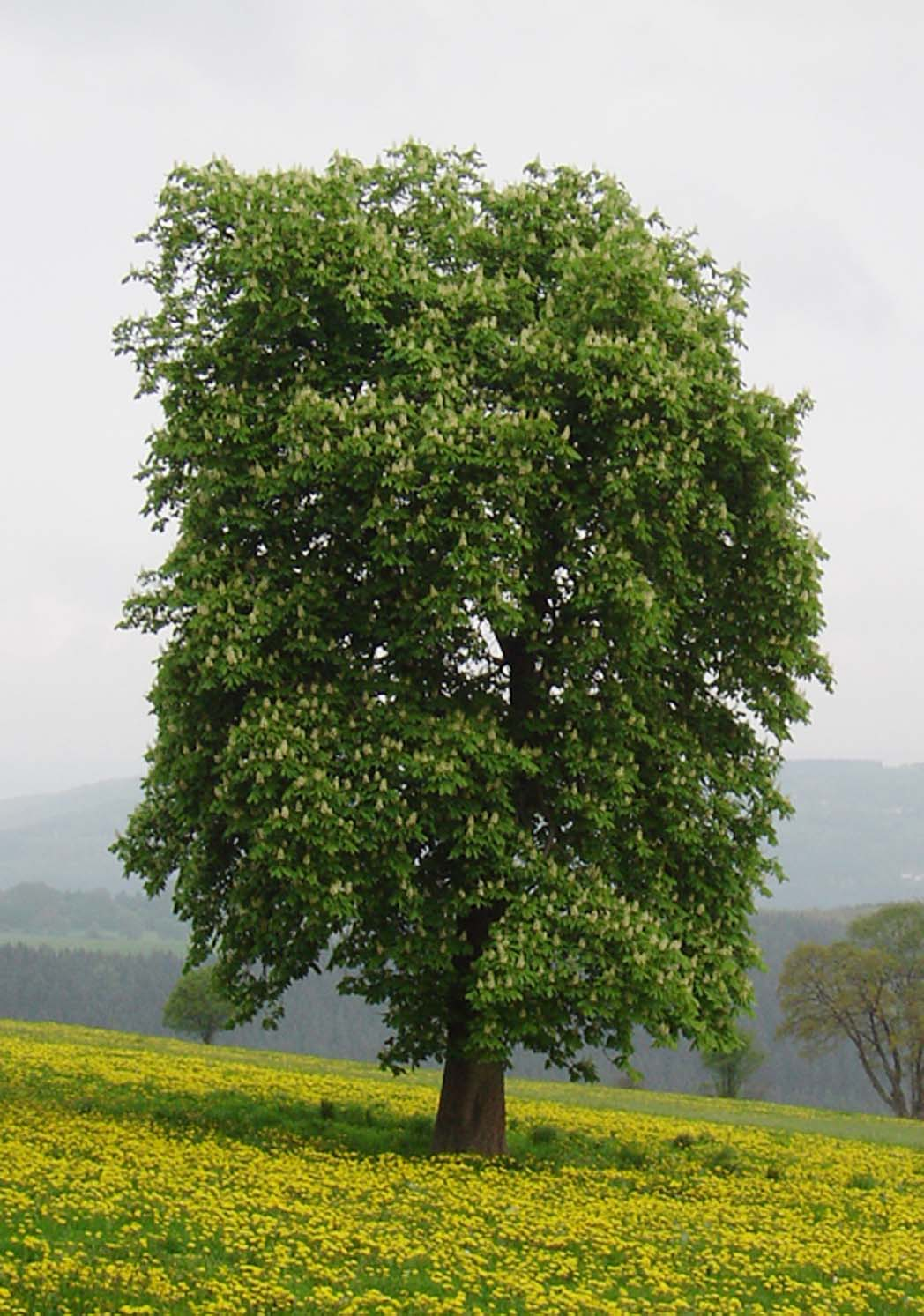
Trädkronan hos en hästkastanj, ett träd som ofta utvecklar en stor trädkrona, på bilden med blad och blommor.

Med krona avses inom botanik den övre delen av ett träd vars grenar börjar först ett stycke upp på stammen och därmed bildar en trädkrona med blad, blommor och frukter, eller den övre delen av en blomma i meningen blomkrona, så som den färgade kransen med kronblad hos en del blommor kallas. Blomkronans utseende kan användas för att beskriva blomman, till exempel kan blomkronan hos blåklockor beskrivas som en sambladig blomkrona. Ordet krona kan ibland i botanisk mening också användas med avseende på blomfjällen hos gräs.